# Quechuas
Pour les articles homonymes, voir Quechua (homonymie).
Les Quechuas, Quichuas, Kichuas, Kichwas ou Kechuas, (prononcé en français : /ke.ʃwa/,, /ke.ʃu.wa/ ou /ki.ʃwa/,) sont un peuple ou un groupe de peuples originaire de la cordillère des Andes, en Amérique du Sud. Les plus grandes populations quechuas se trouvent au Pérou, en Bolivie et en Équateur, d’autres, moins nombreuses, sont aussi présentes en Argentine, au Chili et en Colombie. Les Quechuas forment la plus nombreuse des familles ethnolinguistiques autochtones de l'Amérique : le groupe de langues quechua.

## Histoire
Au XVe siècle, les Quechuas sont conquis par les chancas avant d'être assimilés aux incas.
Les Quechuas sont les dépositaires de la civilisation inca qui s'étendait à son apogée sur la partie occidentale de l'Amérique du Sud, le long de l'Océan Pacifique et à cheval sur la Cordillère des Andes, sur un territoire de plus de trois millions de km² s'étirant sur 4 000 km depuis l'actuelle Colombie au nord, jusqu'à l'actuel Chili au sud. La capitale était Cusco, située au Pérou.
La civilisation inca se développe du XIe au XVIe siècle. L'empire inca, qui s'auto-désignait comme tawantinsuyu, fut, du XVe au XVIe siècle, le plus vaste état de l'Amérique précolombienne. Dans cet état, le mot inca ne désigne pas tous les Quechuas mais seulement l'aristocratie, dont le règne s'achève avec l'exécution d'Atahualpa, lors de la conquête espagnole en 1533. La mort d'Atahualpa et l'effondrement du pouvoir inca ne signifie pas la disparition du peuple ni de la langue quechua qui fut utilisée comme langue d'évangélisation et prit le pas sur d'autres langues autochtones. De ce fait, de nombreuses populations, très diverses culturellement, se revendiquent aujourd'hui de la nation quechua. À l'heure actuelle, la langue quechua est bien vivante, on la retrouve principalement dans les provinces d'altitude du Pérou (Sierra et Altiplano), de Bolivie (Chuquisaca, Cochabamba, Potosi) et d'Équateur.
Principalement localisés dans les régions andines du Pérou, de la Bolivie, et de l'Équateur, les Quechuas ou Kichwas se rencontrent aussi au sud de la Colombie (où ils sont appelés Ingas), ainsi qu'au nord de l'Argentine et du Chili, ce qui correspond à l'aire d'extension maximale de l'empire inca, dont le quechua était la langue véhiculaire.
Le mot « quechua » désigne à l’origine des groupes tribaux qui, après avoir commencé par dominer les populations voisines, ont fondé vers le XIIe siècle le royaume de Cusco. Vers le XIIIe siècle, apparaît la dynastie Inca qui de royaume, devient un empire conquérant, unifiant des peuples aux cultures diverses, en imposant leur langue alors appelée runa simi (« langue des hommes » ou « langage du monde »), et pratiquant une politique colonisatrice : transferts de populations et envoi de savants et d’artisans afin d’échanger et d’uniformiser connaissances et techniques. Ce n’est qu’à l’époque de la colonisation espagnole, que la langue a pris le nom de quechua. Les missionnaires espagnols qui ont adopté le quechua comme langue de communication et d'évangélisation, ont achevé de propager cette langue sur de vastes territoires au détriment de langues plus anciennes.
En Équateur, les Quechuas constituent l'une des treize nationalités indigènes reconnues, elle-même composée de treize peuples distincts : Karambi, Natabuela, Otavalo, Kayambi, Kitu Kara, Panzaleo, Chibuleo, Salasaka, Waranka, Puruhá, Kañari, Saragura et Kichwa de l’Amazonie (voir Peuples indigènes d'Équateur).

## Musique et danse
Les différentes ethnies quechuas ont une tradition riche de danses et de musiques reliées à différents moments de la vie : chants de guerre, de travaux, de mémoire. On cite le huayno et le yaravi mais aussi le huaylas ou huarlasch.

## Personnalités quechuas
- Túpac Amaru II, chef d'un mouvement de rébellion au Pérou au XVIIIe siècle.
- Luis Macas, militant et dirigeant de la CONAIE, ancien ministre de l'Agriculture d'Équateur.
- Nina Pacari, ancienne ministre des Affaires étrangères de l'Équateur[11].
- Tránsito Amaguaña (1909-2009) militante indigéniste en Équateur.
- Magaly Solier, chanteuse et actrice péruvienne.
- Q'Orianka Kilcher, actrice et militante politique, d'origine quechua par son père péruvien[12].
- Casimira Rodríguez Romero, syndicaliste et militante politique bolivienne, ancienne ministre de la justice d'Evo Morales[13].
- Delfin Quishpe, chanteur équatorien.
- Atahualpa Yupanqui né Hector Roberto Chavero (1908-1992) poète, chanteur et guitariste argentin, d'origine quechua par son père.
- Hilaria Supa Huamán, femme politique péruvienne.
- Tania Pariona Tarqui (née en 1984), femme politique péruvienne, membre du Congrès, militante pour les droits des Quechuas.
- Helena Gualinga (née en 2002), militante équatorienne pour les droits des peuples d'Amazonie et la protection de l'environnement[14].
- Uchpa, groupe de rock et de blues péruvien chantant en quechua.

## Galerie

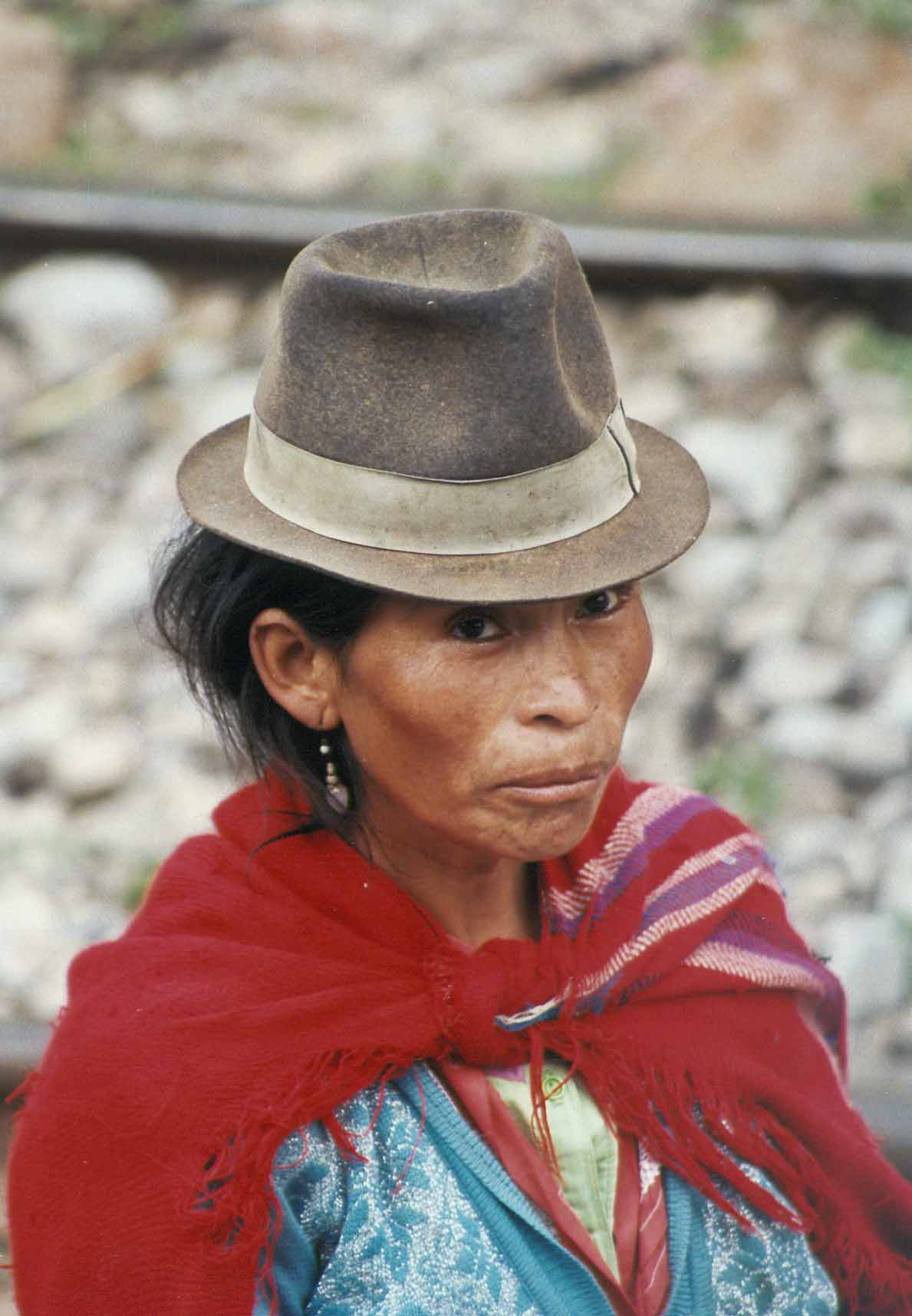
Femme quechua, Alausí, Équateur.
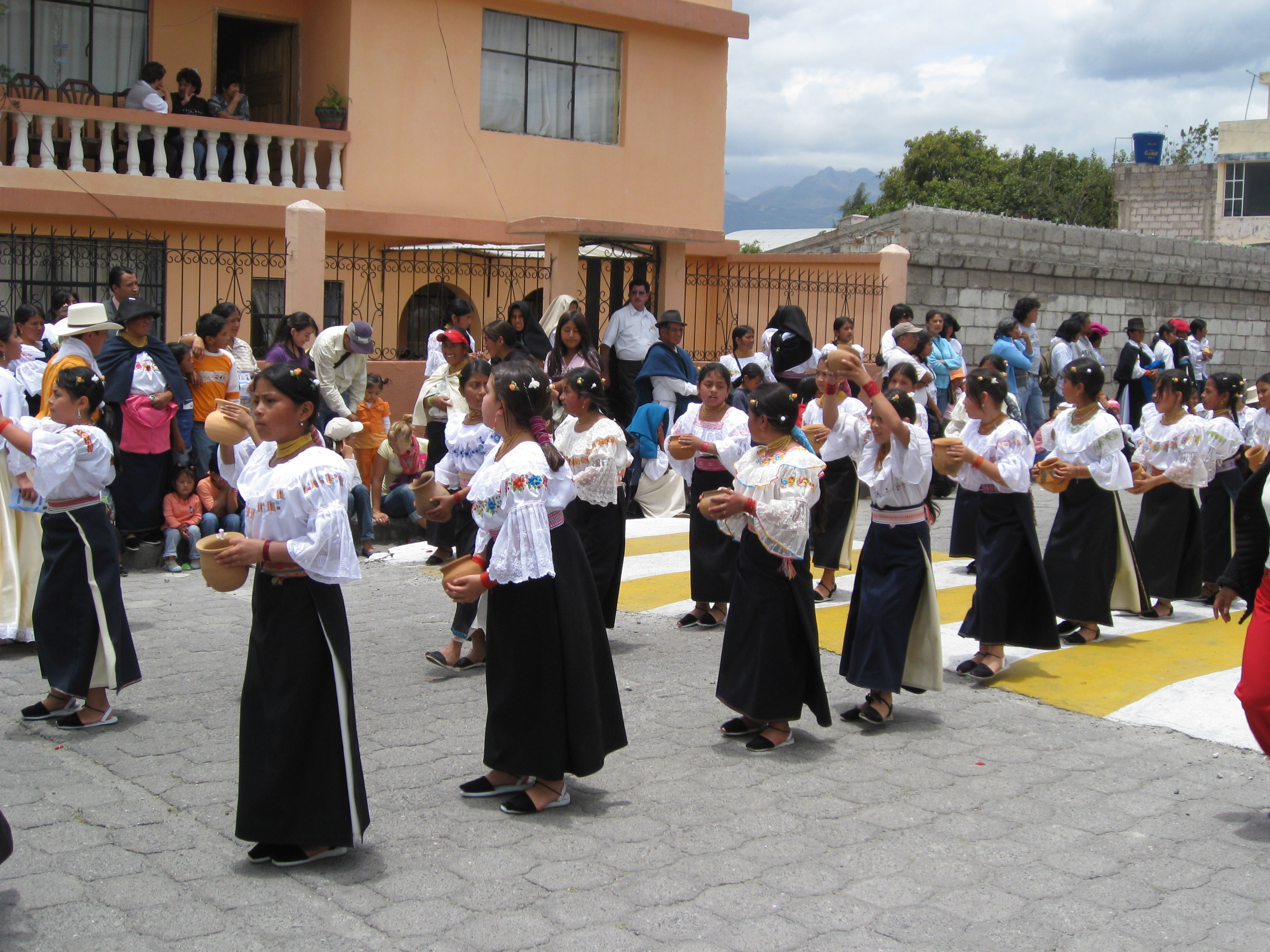
Femmes en costume traditionnel à Cotacachi en Équateur (Otavalos).
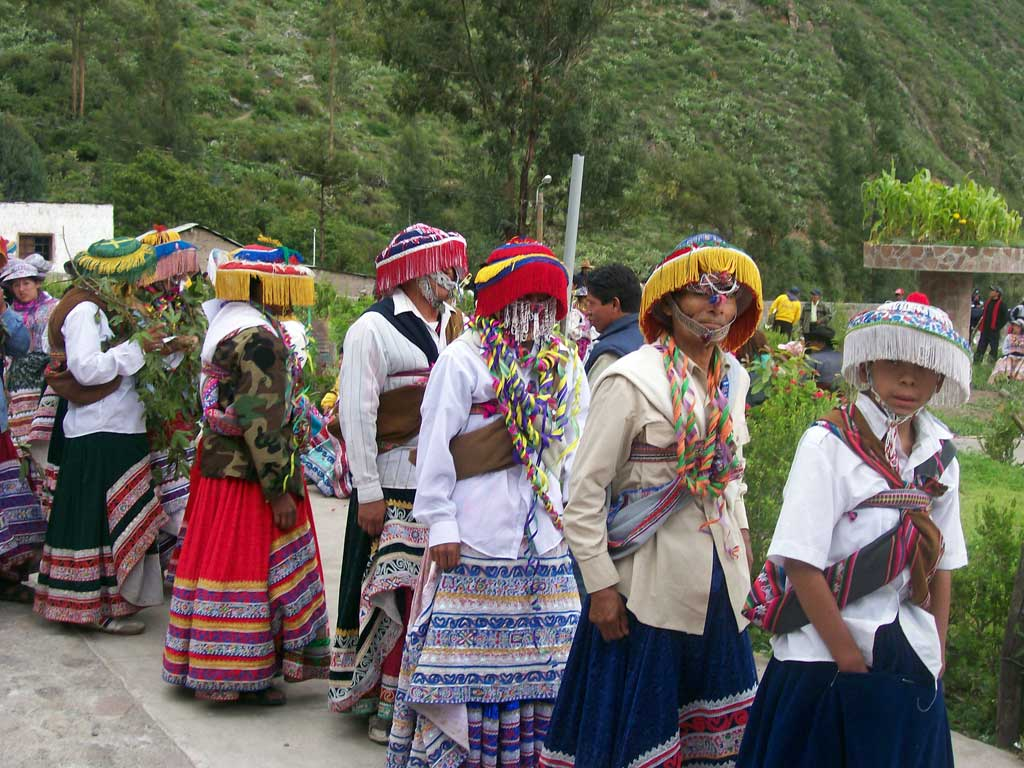
Danseurs Wititi à Chivay dans la vallée de Colca au Pérou.
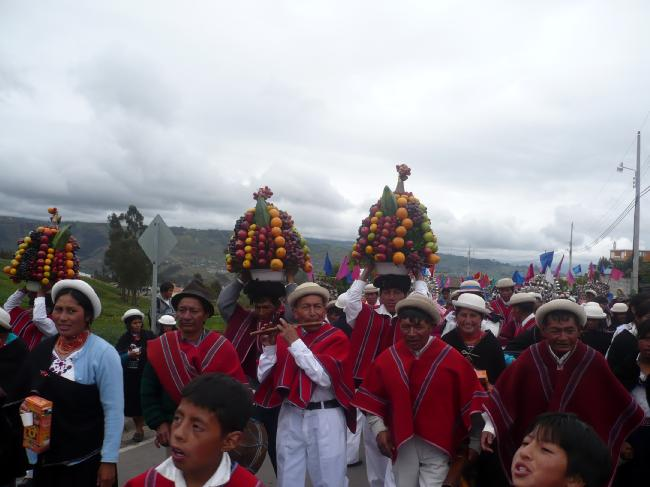
Festival du solstice Inti Raymi à Chibuelo en Équateur.
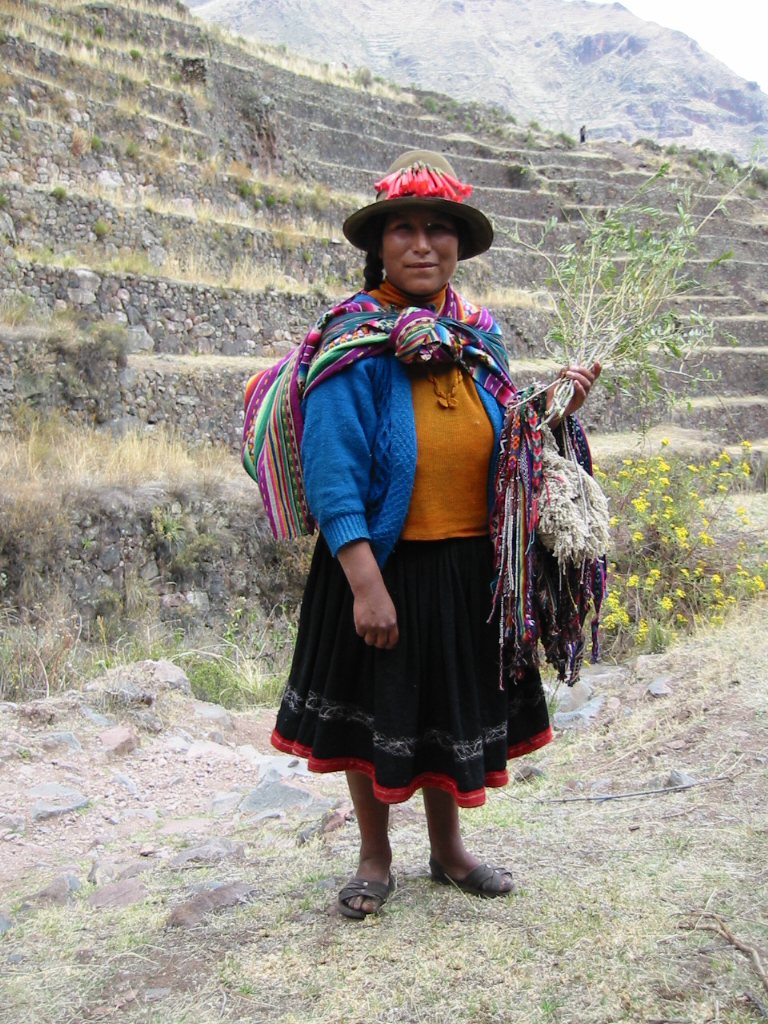
Femme quechua au Pérou.

### Filmographie
- (es) Mama Julia, film de Juan Pablo Quichua Baldeon, Wapikoni, Montréal, 2014, 7 min 11 s (DVD)